# Cyclomia subnotata
Cyclomia subnotata är en fjärilsart som beskrevs av Paul Dognin 1914. Cyclomia subnotata ingår i släktet Cyclomia och familjen mätare. Inga underarter finns listade i Catalogue of Life.